# Rafael Ramazotti
Rafael Ramazotti (São Caetano do Sul, 9 augustus 1988) is een Braziliaans voormalig voetballer die als aanvaller speelde.

## Carrière
Ramazotti begon zijn carrière in 2005 bij SE Palmeiras. Ramazotti speelde tussen 2010 en 2011 voor Gil Vicente FC. Met deze club werd hij in 2011 kampioen van de Liga Orangina en promoveerde de club naar de Primeira Liga. Hij tekende in 2011 bij FC Zürich. In 2012 keerde hij terug bij Gil Vicente FC.